# Abdullah Al-Mayouf
Abdullah Ibrahim Al-Mayouf (en árabe: عبد الله المعيوف‎; Riad, 23 de enero de 1987) es un futbolista saudita que juega en la demarcación de portero para el Al-Shabab Club de la Liga Profesional Saudí.

## Selección nacional
Hizo su debut con la selección de fútbol de Arabia Saudita el 9 de octubre de 2010 en un encuentro amistoso contra Uzbekistán que finalizó con un resultado de 4-0 a favor del combinado saudita tras los goles de Taiseer Al Jassam, Saleh Bashir y un doblete de Muhannad Assiri. El 4 de junio el seleccionador Juan Antonio Pizzi le convocó para disputar la Copa Mundial de Fútbol de 2018, donde llegó a disputar un partido.

### Participaciones en Copas del Mundo
| Mundial              | Sede  | Resultado    | Partidos | Goles |
| -------------------- | ----- | ------------ | -------- | ----- |
| Copa Mundial de 2018 | Rusia | Primera Fase | 1        | 0     |

## Clubes
| Club                 | País           | Año       | Partidos | Goles |
| -------------------- | -------------- | --------- | -------- | ----- |
| Al-Hilal Saudi F. C. | Arabia Saudita | 2006-2007 | 0        | 0     |
| Al-Ahli Saudi F. C.  | Arabia Saudita | 2007-2016 | 126      | 1     |
| Al-Hilal Saudi F. C. | Arabia Saudita | 2016-2023 | 249      | 1     |
| Al-Ittihad           | Arabia Saudita | 2023-2024 | 27       | 0     |
| Al-Shabab Club       | Arabia Saudita | 2024-     | 1        | 0     |

## Palmarés

### Campeonatos nacionales
| Título                               | Club                 | País           | Año  |
| ------------------------------------ | -------------------- | -------------- | ---- |
| Copa Federación de Arabia Saudita    | Al-Ahli Saudi F. C.  | Arabia Saudita | 2007 |
| Copa del Príncipe de la Corona Saudí | Al-Ahli Saudi F. C.  | Arabia Saudita | 2007 |
| Copa del Rey de Campeones            | Al-Ahli Saudi F. C.  | Arabia Saudita | 2011 |
| Copa del Rey de Campeones            | Al-Ahli Saudi F. C.  | Arabia Saudita | 2012 |
| Copa del Príncipe de la Corona Saudí | Al-Ahli Saudi F. C.  | Arabia Saudita | 2015 |
| Copa del Rey de Campeones            | Al-Ahli Saudi F. C.  | Arabia Saudita | 2016 |
| Liga Profesional Saudí               | Al-Ahli Saudi F. C.  | Arabia Saudita | 2016 |
| Liga Profesional Saudí               | Al-Hilal Saudi F. C. | Arabia Saudita | 2017 |
| Copa del Rey de Campeones            | Al-Hilal Saudi F. C. | Arabia Saudita | 2017 |

### Campeonatos internacionales
| Título                             | Club                | País           | Año  |
| ---------------------------------- | ------------------- | -------------- | ---- |
| Copa de Clubes Campeones del Golfo | Al-Ahli Saudi F. C. | Arabia Saudita | 2008 |